# Taishō Shinshū Daizōkyō
Taishō Shinshū Daizōkyō (jap. 大正新脩大藏經; w skrócie: Taishō Daizōkyō) — największe, współczesne wydanie kanonu pism buddyjskich, uznane za jego najbardziej autorytatywną i wiarygodną edycję, szeroko studiowaną na świecie. Zbiór został skompilowany w okresie Taishō (1912–1926) przez japońskich uczonych, pod kierunkiem profesorów: Junjirō Takakusu i Kaigyoku Watanabe. Publikacja miała miejsce w latach 1924–1934. 
Zbiór liczy 100 tomów, na które składa się 3053 prac w 11970 częściach. W skład 100 tomów wchodzi:
- 55 tomów części głównej zawierającej:
  - 21 tomów sutr,
  - 3 tomy tekstów Winaja,
  - 8 tomów tekstów Abhidharmy,
  - 12 tomów chińskich komentarzy,
  - 4 tomy traktujące o chińskich i japońskich szkołach buddyjskich,
  - 7 tomów pism historycznych, biografii i katalogów.
- 30 tomów z dziełami japońskich autorów (736 prac),
- 15 tomów spisów i ilustracji.

Tekst jest spisany w klasycznym języku chińskim, w którym były spisywane nauki Dharmy. Podstawą tłumaczenia były oryginalne dzieła indyjskie jak i spisane w językach Centralnej Azji. W zbiorze zawarte są też traktaty, komentarze, katalogi i inne prace chińskich, koreańskich i japońskich mnichów i uczonych (w tym również prace np. Pagpa Lamy). 
W trakcie prac pojawiła się potrzeba udostępnienia tekstów szerszemu odbiorcy japońskiemu, który nie miał wcześniej możliwości czytania czy posiadania sutr buddyjskich w języku japońskim. W związku z tym powstała kolejna edycja, zwięzła w formie, nosząca tytuł Shinyaku Bukkyō Seiten ("Nowe tłumaczenia buddyjskich pism"). Wydanie to pochodzi z 1925 roku i było opracowane pod kierunkiem Czcigodnego Muan Kizu. Kolejne poprawione edycje opublikowano w roku 1929 i 1976.
Stowarzyszenie na rzecz Promocji Buddyzmu (Bukkyō Dendō Kyōkai) z Tokio oraz Numata Center for Buddhist Translation and Research w Berkeley w Kalifornii podjęły i kontynuują prace nad przekładem Taishō Daizōkyō na język angielski. Zakończenie wszystkich prac przewidywane jest na okres 100 lat, dlatego też zdecydowano o przekładzie na język angielski Shin'yaku Bukkyō Seiten ("Nowe tłumaczenia buddyjskich pism"), tak aby umożliwić dostęp do zwięzłej kolekcji sutr i innych klasycznych pism szerokiemu odbiorcy, tym razem w języku angielskim.